# Пропаганда (группа)
«Пропаганда» — российская женская поп-группа, основанная в 2001 году, первоначально состоявшая из Виктории Ворониной, Виктории Петренко и Юлии Гараниной. В последствии состав группы неоднократно менялся. За годы существования группа выпустила большое количество синглов, такие композиции, как «Мелом», «Кто», «Никто», «Так и быть», «Дождь по крыше», «5 минут на любовь», «Яй-я», «Супер-Детка», «Quanto Costa», «Знаешь», «Я такая», «Подруга», «Жаль», неделями возглавляли хит-парады радиостанций и телеканалов. Автором большинства песен группы является Виктория Воронина, покинувшая коллектив в 2010 году. Продюсером коллектива с 2007 года является Сергей Иванов.

## История

### 2000-е годы
Группа «Пропаганда» дебютировала в сентябре 2001 года. Первым продюсером коллектива был Сергей Изотов. Участницами первого состава стали Виктория Воронина, Виктория Петренко и Юлия Гаранина. Первым хитом группы стала песня «Мелом», которая появилась в эфире радиостанции «Европа Плюс». 9 февраля 2002 года в торговом центре «Горбушкин двор» состоялась презентация дебютного альбома группы «Детки». Официальный релиз диска состоялся 12 февраля. Большинство песен альбома, включая «Мелом», были написаны Викторией Ворониной, несколько (в частности, «Кто» и «Лужи») — участницами группы в соавторстве.
На волне успеха «Деток» в июле был выпущен ремиксовый альбом «Не дети», состоящий из новой песни «Холодно» (слова и музыка Виктории Ворониной) и ремиксов песен дебютного альбома от известных представителей российской поп-сцены — Юрия Усачёва, DJ Грува, Мутабора, Radiotrance и других. Следом в том же году вышел сборник хитов и ремиксов «Кто?!».
Также «Пропаганда» вместе с группами «Не замужем», «Дайкири», «Белый шоколад» и певицами Мисс Ти и Юлией Началовой записали в память умершей в 2002 году певицы Маруси песню и клип «Для тебя». В 2003 году песня была издана в посмертном альбоме Маруси «Девочка джунглей» и в альбоме группы «Не замужем» «Ты гонишь».
В сентябре 2002 года состав покинула Виктория Петренко, в поддержку следом за ней ушла и Юлия Гаранина. Причиной распада первого состава стали разногласия между девочками и руководством по поводу смены имиджа. На замену ушедших участниц в группу были приняты новые — Ольга Морева и Екатерина Олейникова. Имидж подростковых девушек был кардинально изменён и трансформирован, согласно желанию продюсера. В дальнейшем состав группы ещё неоднократно менялся. Единственной бессменной участницей до 2010 года оставалась Виктория Воронина, вместе с которой выступали в разное время от двух до четырёх других вокалисток. Также некоторое время в состав группы входила саксофонистка Дарья Гаврильчук.
После смены имиджа «Пропаганда» выпустила хиты «Пять минут на любовь», «Яй-я», «Супердетка», «Кванто коста» и другие. Но после клипа «Кванто коста» группа стала терять популярность из-за проблем с финансированием и, как следствие, уменьшением раскрутки.
В 2007 году продюсером группы стал Сергей Иванов (ранее он был их директором с 2004 года).
В 2008 году вышел альбом «Ты мой парень», не имевший большого успеха и встреченный отрицательной рецензией Алексея Мажаева, назвавшего альбом тщетной попыткой «вцепиться в хвост отмахивающейся синей птицы». Среди наиболее известных песен альбома — «Непростой» и «Он меня провожал». В том же году DJ Generous сделал ремикс на песню «Мелом», а через год – на её неизданную англоязычную версию «Just like you». Ремикс на «Мелом» продержался в Топ100 наиболее скачиваемых в Интернете ремиксов более 300 дней.

### 2010-е годы
В декабре 2010 года группа выпустила новую песню «Знаешь» (слова Виктории Ворониной, музыка Александра Янковского). Несмотря на скромный успех на радио (песня достигла лишь 78 места в российском радиочарте), сингл «Знаешь» стал успешным цифровым релизом, заняв 7 строчку российского чарта цифровых синглов. Вскоре после выхода песни Виктория Воронина объявила о начале сольной карьеры и вышла из состава группы. «Пропаганда» выпустила сингл «До Луны на метро» (песня была написана Ворониной, но исполнена уже без её участия).
16 февраля 2012 года на сайте группы официально объявили о дебюте третьей солистки — Виктории Богославской, участницы «Фабрики звёзд-4». Виктория продержалась в группе около двух месяцев и в июне 2012 года её сменила Мария Неделкова, которая вскоре тоже покинула коллектив. С сентября 2012 года «Пропаганда» выступала в прежнем составе: Мария Букатарь и Анастасия Шевченко. С этого момента Сергей Иванов стал основным автором песен группы, используя также авторский псевдоним «Пропаганда». Вышла песня «Нет — да» (слова Сергея Иванова, музыка Александра Янковского). В ноябре 2012 года была записана песня тех же авторов «Подруга», в марте 2013 года на неё был снят клип, ставший одним из главных хитов текущего состава группы, собрав более 10 миллионов просмотров на Youtube. В это же время вышла новая композиция «Я написала любовь» (слова Сергея Иванова и Евгении Басовой, музыка Александра Янковского). 11 октября состоялся релиз нового трека «Банальная история» совместно с Master Spensor.
5 ноября 2013 года состоялся релиз клипа «Я написала любовь», получившего ротации и на Украине. 19 ноября 2013 года — релиз трека «Папа, ты прав» (слова Сергея Иванова, музыка Сергея Иванова и Александра Янковского). 8 апреля 2014 года состоялась премьера сингла «Жаль». Спустя 2 дня трек попал в хит-парад и занял 3 место. Продержался он на этой позиции неделю. 13 мая 2014 года состоялся релиз седьмого студийного альбома, который получил название «Фиолетовая пудра». Рита Скитер (Intermedia) в своей рецензии отметила, что доходчивые тексты и неприхотливые аранжировки большинства песен «создают ощущение переиздания какого-то древнего альбома». 8 марта 2015 года в эфире DFM стартовала в ротации композиция «Волшебство».
С 10 октября по 28 ноября 2015 года на телеканале «Russian Musicbox» было показано реалити-шоу «Попади в Пропаганду», победительница которого по заявлению продюсера должна была стать третьей участницей группы. Но потом планы изменились. В финале проекта жюри выбрало не одну, а трёх новых участниц — Майю Подольскую, Веронику Кононенко и Арину Милан, а Мария Букатарь и Анастасия Шевченко объявили о начале сольной карьеры. В то же время вышел сингл и видеоклип «Я ухожу от тебя» — совместная работа группы «Пропаганда» в составе Букатарь и Шевченко и репера TRES. В съемках видеоклипа также приняли участие финалистки шоу — новые участницы коллектива. В 2017 году Вероника Кононенко покинула группу, а в 2018 третьей солисткой была принята другая участница шоу «Попади в Пропаганду» — Елена Шишкина.
В 2019 году, после 7 лет судебных прений, судом было вынесено решение о запрете Ворониной Виктории публично исполнять песни группы «Пропаганда».
В 2020 состав группы был полностью изменён.
Также Сергеем Ивановым была создана группа «Пропаганда (золотой состав)», состоящая из Ольги Моревой и Ирины Яковлевой. Группа гастролирует, исполняя главные хиты «Пропаганды».

## Состав группы
| Период                       | Состав             | Состав                        | Состав                | Состав           | Состав            |
| ---------------------------- | ------------------ | ----------------------------- | --------------------- | ---------------- | ----------------- |
| Сентябрь 2001 — август 2002  | Виктория Воронина  | Виктория Петренко             | Юлия Гаранина         |                  |                   |
| август 2002 — август 2003    | Виктория Воронина  | Ольга Морева                  | Екатерина Олейникова  |                  |                   |
| август 2003 — ноябрь 2003    | Виктория Воронина  | Ольга Морева                  | Екатерина Олейникова  | Ирина Яковлева   | Наталия Коршунова |
| ноябрь 2003 — август 2004    | Виктория Воронина  | Ольга Морева                  | Ирина Яковлева        |                  |                   |
| август 2004 — январь 2007    | Виктория Воронина  | Ольга Морева                  | Ирина Яковлева        | Дарья Гаврильчук |                   |
| январь 2007 — март 2007      | Виктория Воронина  | Мария Букатарь                | Ирина Яковлева        | Дарья Гаврильчук |                   |
| март 2007 — июнь 2009        | Виктория Воронина  | Мария Букатарь                | Ирина Яковлева        |                  |                   |
| июнь 2009 — июль 2009        | Виктория Воронина  | Мария Букатарь                |                       |                  |                   |
| июль 2009 — декабрь 2010     | Виктория Воронина  | Мария Букатарь                | Анастасия Шевченко    |                  |                   |
| декабрь 2010 — февраль 2012  | Анастасия Шевченко | Мария Букатарь                |                       |                  |                   |
| февраль 2012 — апрель 2012   | Анастасия Шевченко | Мария Букатарь                | Виктория Богославская |                  |                   |
| апрель 2012 — июнь 2012      | Анастасия Шевченко | Мария Букатарь                |                       |                  |                   |
| июнь 2012 — сентябрь 2012    | Анастасия Шевченко | Мария Букатарь                | Мария Неделкова       |                  |                   |
| сентябрь 2012 — ноябрь 2015  | Анастасия Шевченко | Мария Букатарь                |                       |                  |                   |
| ноябрь 2015 — июль 2017      | Майя Подольская    | Арина Милан (Марина Шевченко) | Вероника Кононенко    |                  |                   |
| июль 2017 — октябрь 2018     | Майя Подольская    | Арина Милан (Марина Шевченко) | Кристина Кривьюк      |                  |                   |
| октябрь 2018 — ноябрь 2018   | Майя Подольская    | Арина Милан (Марина Шевченко) |                       |                  |                   |
| ноябрь 2018 — октябрь 2020   | Майя Подольская    | Арина Милан (Марина Шевченко) | Елена Шишкина         |                  |                   |
| октябрь 2020 — сентябрь 2024 | София Еремченко    | Дарья Санакова                | Ангелина Гридчина     |                  |                   |
| сентябрь 2024 — н. в.        | София Еремченко    | Дарья Санакова                | Валерия Шацкова       |                  |                   |

## Дискография

### Студийные альбомы
1. 2002 — «Детки»[5]
2. 2003 — «Так и быть»
3. 2003 — «Кто-то играет в любовь…» (переиздание альбома «Так и быть»)
4. 2004 — «Super Dетка»
5. 2005 — «Стихи в метро или Одни дома»[28]
6. 2008 — «Ты мой парень»[16]
7. 2011 — «Знаешь»[29]
8. 2014 — «Фиолетовая пудра»[21]
9. 2016 — «Золотой альбом»

### Альбомы ремиксов
1. 2002 — «Не дети»

### Сборники
1. 2002 — «Кто?!»[30]
2. 2012 — «Лучшие песни»[8]
3. 2014 — «The best» (цифровое переиздание сборника «Лучшие песни»)
4. 2015 — «Топ 30»
5. 2018 — «Девочка хочет секса»
6. 2022 — «Новое и лучшее»

### Мини-альбомы / Макси-синглы
1. 2011 — «Знаешь»[31]
2. 2011 — «До Луны на метро (Remixes)»[32]
3. 2011 — «Я такая (Remixes)»[33]
4. 2013 — «Подруга»
5. 2025 — «Россия»

### Синглы
1. 2001 — «Мелом»
2. 2002 — «Никто»
3. 2002 — «Холодно»
4. 2002 — «Кто»
5. 2002 — «5 минут на любовь»
6. 2003 — «Так и быть»
7. 2003 — «Дождь по крыше»
8. 2003 — «Песня без слов…»
9. 2003 — «Яй-я»
10. 2004 — «Super dетка»
11. 2004 — «Quanto Costa»
12. 2004 — «Quanto Costa (Remix)»
13. 2004 — «Мари полюбила Хуана»
14. 2006 — «Стихи в метро»
15. 2006 — «Скучаю»
16. 2007 — «Ёлки-палки»
17. 2008 — «Непростой»
18. 2009 — «Он меня провожал»
19. 2009 — «Капкан»
20. 2013 — «Подруга»
21. 2013 — «Я написала любовь»
22. 2013 — «Банальная история» (с Master Spensor)
23. 2013 — «Папа, ты прав»
24. 2014 — «Жаль»
25. 2015 — «Волшебство»
26. 2015 — «Супер детка 2016»
27. 2015 — «Я ухожу от тебя» (с Tres)
28. 2015 — «Пять минут на любовь (Remix 2016)»
29. 2016 — «Наша песня»
30. 2016 — «Ты — моя невесомость»
31. 2016 — «Сэлфи с войны»
32. 2016 — «Мяу»
33. 2016 — «Забываю»
34. 2016 — «Я тебя забываю»
35. 2017 — «Не такая я»
36. 2017 — «Сильно люблю тебя»
37. 2017 — «Танцуй, моя Москва»
38. 2018 — «Научил любить»
39. 2018 — «Белый дым»
40. 2019 — «Сверхновая»
41. 2019 — «Белое платье»
42. 2019 — «Белое платье (DJ Zhuk & Invisible DJs Remix)»
43. 2019 — «Белое платье (Yero Movsisyan Remix)»
44. 2019 — «Белое платье (Leo Burn Remix)»
45. 2019 — «Не Алёнка»
46. 2020 — «Я твоя девочка»
47. 2020 — «Белым мелом»[a]
48. 2020 — «Тик Ток»
49. 2021 — «Никто 2021»
50. 2021 — «Богиня»
51. 2021 — «Богиня (Leo Burn Remix)»
52. 2021 — «Яблоки ела (2021 Leo Burn Remix)»[b]
53. 2022 — «Bad Boy»
54. 2022 — «Брат мой»[c]
55. 2022 — «Яблоки ела (Ramirez & D.Anuchin Remix)»[b]
56. 2022 — «Недоступный абонент»
57. 2023 — «Мелом Оригинал 2023»
58. 2023 — «Подружка»
59. 2024 — «Несовместимы»
60. 2024 — «Океан 2024»
61. 2024 — «Точка невозврата»
62. 2024 — «Яблоки Ретро»[b]
63. 2025 — «Не для тебя я»

### Неизданные песни
1. 2007 — «Just Like You» (англоязычная версия «Мелом») — В. Воронина, И. Яковлева, М. Букатарь
2. 2012 — «Горностай!» (русскоязычный кавер на «Gangnam Style») — М. Букатарь, А. Шевченко (с А. Янковским)

## Видеография
| Год  | Клип                                                                            | Состав                                                                        | Альбом                                                                        |
| ---- | ------------------------------------------------------------------------------- | ----------------------------------------------------------------------------- | ----------------------------------------------------------------------------- |
| 2001 | «Мелом»                                                                         | В. Воронина, В. Петренко, Ю. Гаранина                                         | «Детки»                                                                       |
| 2002 | «Мелом (Remix)»                                                                 | В. Воронина, В. Петренко, Ю. Гаранина                                         | «Не дети»                                                                     |
| 2002 | «Никто»                                                                         | В. Воронина, В. Петренко, Ю. Гаранина                                         | «Детки»                                                                       |
| 2002 | «Для тебя» (с «Не замужем», «Дайкири», «Белый шоколад», Мисс Ти и Ю. Началовой) | В. Воронина, В. Петренко, Ю. Гаранина                                         | «Девочка джунглей» (альбом памяти Маруси) / «Ты гонишь» (альбом «Не замужем») |
| 2002 | «Пять минут на любовь» / «Пять минут на любовь (Remix)»                         | В. Воронина, О. Морева, Е. Олейникова                                         | «Так и быть»                                                                  |
| 2003 | «Так и быть»                                                                    | В. Воронина, О. Морева, Е. Олейникова                                         | «Так и быть»                                                                  |
| 2003 | «Яй-я»                                                                          | В. Воронина, О. Морева, Е. Олейникова, И. Яковлева, Н. Коршунова              | «Super Dетка»                                                                 |
| 2004 | «Super Dетка»                                                                   | В. Воронина, О. Морева, И. Яковлева                                           | «Super Dетка»                                                                 |
| 2004 | «Funny Mix»                                                                     | В. Воронина, О. Морева, И. Яковлева                                           | «Super Dетка»                                                                 |
| 2004 | «Quanto Costa (Remix)»                                                          | В. Воронина, О. Морева, И. Яковлева                                           | «Super Dетка»                                                                 |
| 2004 | «Quanto Costa»                                                                  | В. Воронина, О. Морева, И. Яковлева                                           | «Super Dетка»                                                                 |
| 2004 | «Девочка хочет sexa»                                                            | В. Воронина, О. Морева, И. Яковлева, Д. Гаврильчук                            | «Super Dетка»                                                                 |
| 2004 | «Мари полюбила Хуана»                                                           | В. Воронина, О. Морева, И. Яковлева, Д. Гаврильчук                            | «Стихи в метро, или Одни дома»                                                |
| 2005 | «Mega Mix»                                                                      | В. Воронина, О. Морева, И. Яковлева, Д. Гаврильчук                            | «Стихи в метро, или Одни дома»                                                |
| 2006 | «Стихи в метро»                                                                 | В. Воронина, О. Морева, И. Яковлева                                           | «Стихи в метро, или Одни дома»                                                |
| 2006 | «Скучаю»                                                                        | В. Воронина, О. Морева, И. Яковлева                                           | «Стихи в метро, или Одни дома»                                                |
| 2007 | «Ёлки-палки»                                                                    | В. Воронина, И. Яковлева, М. Букатарь                                         | «Ты мой парень»                                                               |
| 2009 | «Над моей землёй»                                                               | В. Воронина (при участии И. Яковлевой и М. Букатарь)                          | «Ты мой парень»                                                               |
| 2009 | «Он меня провожал»                                                              | В. Воронина, И. Яковлева, М. Букатарь                                         | «Ты мой парень»                                                               |
| 2010 | «Знаешь (DJ Pomeha Remix)»                                                      | В. Воронина, М. Букатарь, А. Шевченко                                         | «Знаешь»                                                                      |
| 2011 | «До Луны на метро»                                                              | М. Букатарь, А. Шевченко                                                      | «Знаешь»                                                                      |
| 2011 | «Я такая (DJ Pomeha Remix)» / «Я такая»                                         | М. Букатарь, А. Шевченко                                                      | «Знаешь»                                                                      |
| 2013 | «Подруга»                                                                       | М. Букатарь, А. Шевченко                                                      | «Фиолетовая пудра»                                                            |
| 2013 | «Я написала любовь»                                                             | М. Букатарь, А. Шевченко                                                      | «Фиолетовая пудра»                                                            |
| 2014 | «Жаль»                                                                          | М. Букатарь, А. Шевченко                                                      | «Фиолетовая пудра»                                                            |
| 2014 | «Украина, Россия с тобой!»                                                      | М. Букатарь, А. Шевченко                                                      | «Девочка хочет секса»                                                         |
| 2015 | «Волшебство»                                                                    | М. Букатарь, А. Шевченко                                                      | «Топ 30» / «Новое и лучшее»                                                   |
| 2015 | «Я ухожу от тебя» (с Tres)                                                      | М. Букатарь, А. Шевченко (при участии М. Подольской, А. Милан и В. Кононенко) | без альбома                                                                   |
| 2016 | «Селфи с войны»                                                                 | М. Подольская, А. Милан, В. Кононенко                                         | «Золотой альбом»                                                              |
| 2016 | «Ты — моя невесомость»                                                          | М. Подольская, А. Милан, В. Кононенко                                         | «Золотой альбом»                                                              |
| 2016 | «Голая в стразах»                                                               | М. Подольская, А. Милан, В. Кононенко                                         | «Золотой альбом»                                                              |
| 2017 | «Не такая я»                                                                    | М. Подольская, А. Милан, К. Кривьюк                                           | «Девочка хочет секса» / «Новое и лучшее»                                      |
| 2018 | «Научил любить»                                                                 | М. Подольская, А. Милан, К. Кривьюк                                           | без альбома                                                                   |
| 2019 | «Белое платье»                                                                  | М. Подольская, А. Милан, Е. Шишкина                                           | без альбома                                                                   |
| 2019 | «Не Алёнка»                                                                     | М. Подольская, А. Милан, Е. Шишкина                                           | «Новое и лучшее»                                                              |
| 2020 | «Я твоя девочка»                                                                | М. Подольская, А. Милан, Е. Шишкина                                           | без альбома                                                                   |
| 2020 | «Океан»                                                                         | В. Воронина, О. Морева, Е. Олейникова (голоса в записи 2003 года)             | «Так и быть»                                                                  |
| 2020 | «Белым мелом»                                                                   | С. Еремченко, А. Гридчина, Д. Санакова                                        | «Новое и лучшее»                                                              |
| 2021 | «Тик Ток»                                                                       | С. Еремченко, А. Гридчина, Д. Санакова                                        | «Новое и лучшее»                                                              |
| 2021 | «Никто 2021»                                                                    | С. Еремченко, А. Гридчина, Д. Санакова                                        | «Новое и лучшее»                                                              |
| 2022 | «Bad Boy»                                                                       | С. Еремченко, А. Гридчина, Д. Санакова                                        | «Новое и лучшее»                                                              |
| 2023 | «Подружка»                                                                      | С. Еремченко, А. Гридчина, Д. Санакова                                        | без альбома                                                                   |
| 2024 | «Несовместимы»                                                                  | С. Еремченко, А. Гридчина, Д. Санакова                                        | без альбома                                                                   |
| 2024 | «Океан 2024»                                                                    | С. Еремченко, А. Гридчина, Д. Санакова                                        | без альбома                                                                   |
| 2024 | «Точка невозврата»                                                              | С. Еремченко, А. Гридчина, Д. Санакова                                        | без альбома                                                                   |
| 2024 | «Яблоки Ретро»                                                                  | С. Еремченко, А. Гридчина, Д. Санакова                                        | без альбома                                                                   |
| 2025 | «Не для тебя я»                                                                 | С. Еремченко, Д. Санакова, В. Шацкова                                         | без альбома                                                                   |
| 2025 | «Россия»                                                                        | С. Еремченко, Д. Санакова, В. Шацкова                                         | без альбома                                                                   |
| 2025 | «Россия (оркестровая версия)»                                                   | С. Еремченко, Д. Санакова, В. Шацкова                                         | без альбома                                                                   |

## Награды и номинации
| Год  | Награда                             | Работа                                           | Категория          | Результат      | Прим.                |
| ---- | ----------------------------------- | ------------------------------------------------ | ------------------ | -------------- | -------------------- |
| 2003 | Высшая лига                         | «Далеко ли до Таллина» (дуэт с «Горячие головы») | Лучший дуэт года   | Победа         | [ 34 ]               |
| 2003 | Бум года / Бомба года               | «Так и быть» (песня)                             | Лауреат            | Победа         |                      |
| 2003 | Песня года                          | «Так и быть» (песня)                             | Лауреат            | Номинация      | [ 34 ] [ 35 ]        |
| 2003 | Стопудовый хит                      | «Так и быть» (песня)                             | Лауреат            | Победа         | [ 34 ] [ 36 ] [ 37 ] |
| 2003 | Супердиск / Серебряный диск         | «Так и быть» (альбом)                            | Лауреат            | нет информации | [ 34 ]               |
| 2003 | ZD Awards / Звуковая дорожка        | «Пропаганда»                                     | Разочарование года | Лонг-лист      | [ 38 ]               |
| 2004 | Движение                            | «Пропаганда»                                     | Лучшая группа      | Лонг-лист      | [ 39 ]               |
| 2004 | Движение                            | «Quanto Costa»                                   | Лучшая композиция  | Лонг-лист      | [ 39 ]               |
| 2004 | Золотой граммофон                   | «Яй-я»                                           | Лауреат            | Победа         | [ 34 ] [ 36 ]        |
| 2004 | Золотой граммофон (Санкт-Петербург) | «Super Dетка» (песня)                            | Лауреат            | Победа         | [ 34 ] [ 36 ] [ 40 ] |
| 2004 | Песня года                          | «Quanto Costa»                                   | Лауреат            | Победа         | [ 34 ] [ 35 ] [ 36 ] |
| 2004 | Стопудовый хит                      | «Quanto Costa»                                   | Лауреат            | Победа         | [ 34 ] [ 36 ] [ 41 ] |
| 2004 | Супердиск / Серебряный диск         | «Super Dетка» (альбом)                           | Лауреат            | Победа         | [ 34 ] [ 42 ] [ 43 ] |
| 2005 | Бум года / Бомба года               | «Quanto Costa (Remix)»                           | Лауреат            | Победа         | [ 34 ] [ 42 ]        |
| 2005 | Бум года / Бомба года               | «Одни дома»                                      | Лауреат            | Победа         | [ 34 ] [ 42 ]        |
| 2005 | Высшая лига                         | «Говорила — не люблю»                            | нет информации     | нет информации | [ 34 ] [ 42 ]        |
| 2005 | Песня года                          | «Говорила — не люблю»                            | Лауреат            | Номинация      | [ 34 ] [ 35 ] [ 42 ] |
| 2008 | Золотой граммофон (Казахстан)       | «Непростой»                                      | Лауреат            | Победа         |                      |